# Chapultenango
Chapultenango est une municipalité du Chiapas, au Mexique. Elle couvre une superficie de 161,5 km2 et compte 7 644 habitants en 2015.